# PH1
PH1 (abreviatura de "Planet Hunters 1"), o su designación oficial de la NASA Kepler-64b, es un planeta extrasolar encontrado en una órbita circumbinaria en el sistema estelar cuádruple Kepler-64. El planeta fue descubierto por dos astrónomos aficionados pertenecientes al proyecto Planet Hunters, quienes utilizaron información suministrada por el telescopio espacial Kepler, contando con la asistencia de un equipo de astrónomos internacionales de la Universidad de Yale. El descubrimiento fue anunciado el 15 de octubre de 2012. Este es el primer tránsito planetario conocido en un sistema estelar cuádruple, el primer planeta descubierto en un sistema estelar de las mencionadas características y el primer planeta confirmado descubierto por PlanetHunters.org.

## Descubrimiento

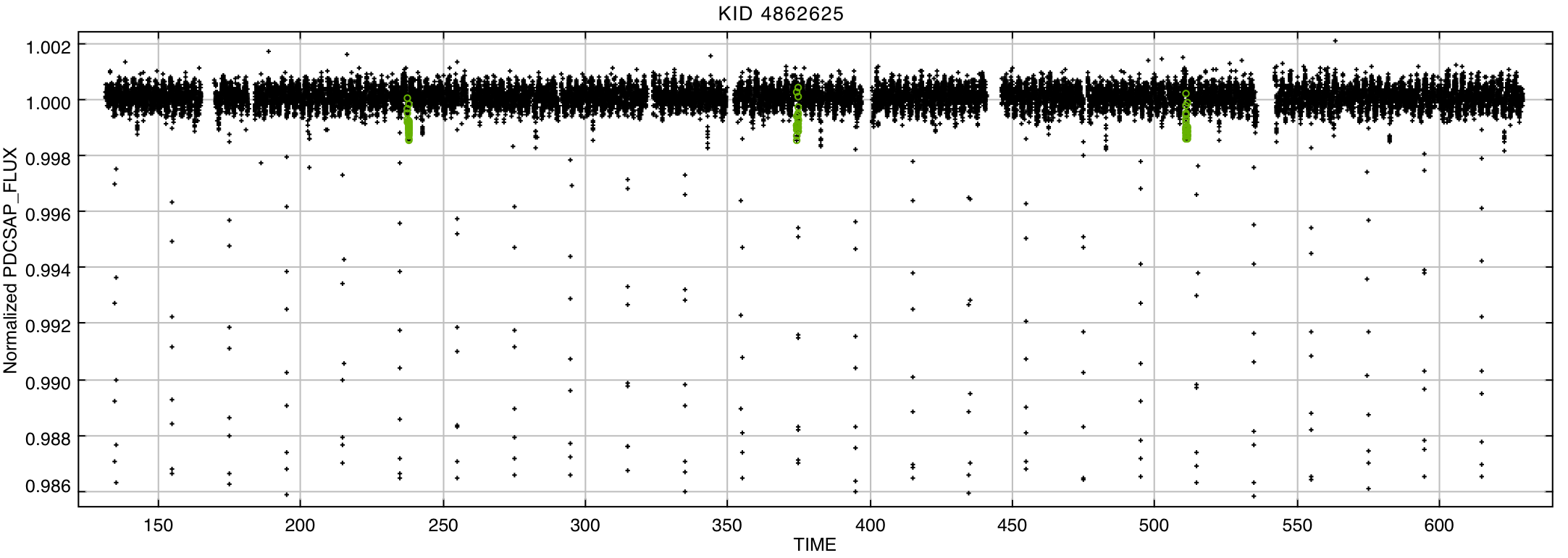
Curva de luz que señala el descubrimiento de PH1, mostrando los 3 primeros tránsitos de Kepler-64 (KIC 4862625)

Kian Jek, oriundo de San Francisco, y Robert Gagliano, de Cottonwood, Arizona, vieron la firma del planeta en los datos del Kepler, la cual fue informada a través del programa PlanetHunters.org dirigido por el Dr. Chris Lintott, de la Universidad de Oxford. Kian Jek vio por primera vez una caída en el brillo del sistema estelar que indicaba un tránsito en mayo de 2011. JKD reportó una segunda. Robert Gagliano realizó una búsqueda sistemática, confirmó la segunda caída y encontró que una tercera en febrero de 2012. Haciendo uso de esa información, Kian predijo otro tránsito y la encontró. Al momento del descubrimiento, era el sexto planeta con órbita circumbinaria.

## Sistema estelar
El planeta gigante es similar a Neptuno en tamaño, alrededor de 20-55 masas terrestres. Posee un radio 6.2 veces el de la Tierra. El sistema estelar se encuentra a una distancia de 5000 años luz. El planeta orbita a una estrella binaria, acompañado de un par más distante, conformando así el sistema estelar cuádruple que figura en el catálogo Kepler bajo la denominación KIC 4862625, también conocido bajo la designación Kepler-64. El sistema binario cercano (Aa + Ab) al cual orbita el planeta, tiene un periodo orbital de 20 días y forman una binaria eclipsante. Estas dos estrellas son (Aa), una enana de tipo espectral F con 1.5 [[M☉]] y (Ab), una enana de tipo espectral M de 0.41 [[M☉]],  El planeta orbita este par binario con un período orbital de 138.3 días. El par binario distante (Ba+Bb) dista del par binario cercano (Aa + Ab) a 1000 UA El par binario distante (Ba+Bb) tiene una separación entre estrellas de 60 UA y está compuesto por (Ba), una enana de tipo espectral G con una masa equivalente a 0.99 masas solares y (Bb), una enana de tipo espectral M con una masa equivalente a 0.51 masas solares. El sistema estelar cuádruple tiene una edad estimada en 2000 millones de años y está situado en ascensión recta 19 h 52 m 51.624 s declinación +39°57′18.36″, también dispone de una entrada en el catálogo 2MASS de 2MASS 19525162+3957183

## Otras lecturas
- Aceptación y publicación: PlanetHunters.org, "PH1 Paper Offically Accepted for Publication"
- Discovery Announcement: PlanetHunters.org, "PH1 : A planet in a four-star system", 15 October 2012 (accessed 20 October 2012)
- Discovery Paper: arXiv. "Planet Hunters: A Transiting Circumbinary Planet in a Quadruple Star System", Megan E. Schwamb, Jerome A. Orosz, Joshua A. Carter, William F. Welsh, Debra A. Fischer, Guillermo Torres, Andrew W. Howard, Justin R. Crepp, William C. Keel, Chris J. Lintott, Nathan A. Kaib, Dirk Terrell, Robert Gagliano, Kian J. Jek, Michael Parrish, Arfon M. Smith, Stuart Lynn, Robert J. Simpson, Matthew J. Giguere, Kevin Schawinski, 2012 October, arΧiv:1210.3612 ; Bibcode: 2012arXiv1210.3612S

```
;
```